# Autonomer Kreis
Ein Autonomer Kreis (russisch автономный округ awtonomny okrug) ist eine Verwaltungseinheit in der Sowjetunion und in Russland. Die offizielle Bezeichnung lautete bis zur letzten sowjetischen Verfassung von 1977 offiziell Nationaler Kreis (russisch национальный округ nazionalny okrug). Autonome Kreise umfassen große, sehr dünn besiedelte Gebiete im Norden des Landes, im Ural und in Sibirien. Die indigenen Völker sind gegenüber den Russen und teilweise auch anderen Ethnien in der Minderheit.

## In der Sowjetunion

Administrative Unterteilungen der Sowjetunion:

Die ersten sieben nationalen Kreise wurden innerhalb der Berg-ASSR gegründet, die aber später in verschiedene Teile zerlegt wurde. 1923 folgte innerhalb der Aserbaidschanischen SSR der Nationale Kreis Rotes Kurdistan, der aber 1930 wieder aufgelöst wurde. Anschließend wurden weitere nationale Kreise, alle innerhalb der RSFSR vorwiegend in Nordrussland und Sibirien gegründet (siehe oben).
Nach der Verfassung von 1977 war die Sowjetunion eine Föderation aus so genannten Unionsrepubliken. Innerhalb der Unionsrepubliken gab es Autonome Sozialistische Sowjetrepubliken, Autonome Gebiete und nunmehr offiziell als Autonome Kreise bezeichnete vormalige Nationale Kreise. Diese vier Einheiten trugen auf dem Papier Staatscharakter und besaßen eine gewisse Autonomie (z. B. in Kulturfragen). Die Autonomie der genannten Einheiten war bei den Unionsrepubliken am größten und bei den Autonomen Kreisen eher theoretischer Natur.
Jeder autonome Kreis konnte einen Abgeordneten in den Nationalitätensowjet senden.

## In Russland

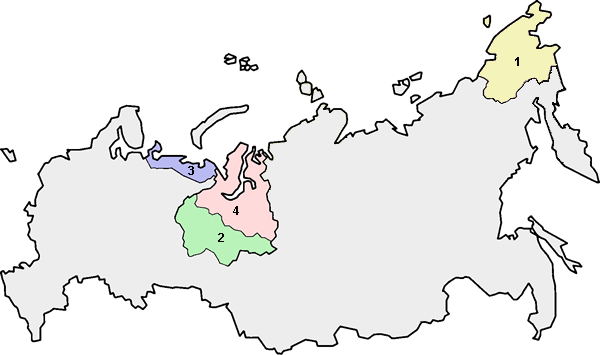
Autonome Kreise in Russland (Nummerierung wie im Text)

In Russland gibt es gegenwärtig vier Autonome Kreise:
1. Autonomer Kreis der Tschuktschen
2. Autonomer Kreis der Chanten und Mansen
3. Autonomer Kreis der Nenzen
4. Autonomer Kreis der Jamal-Nenzen

### Aufgelöste Autonome Kreise
In jüngerer Zeit wurden sechs Autonome Kreise aufgelöst:
- Der Autonome Kreis der Komi-Permjaken wurde am 1. Dezember 2005 mit der Oblast Perm zur Region Perm vereinigt.
- Der Autonome Kreis Taimyr und der Autonome Kreis der Ewenken wurden am 1. Januar 2007 mit der Region Krasnojarsk vereinigt.
- Der Autonome Kreis der Korjaken wurde am 1. Juli 2007 mit der Oblast Kamtschatka zur Region Kamtschatka vereint.
- Der Autonome Kreis der Ust-Ordynsker Burjaten wurde am 1. Januar 2008 in die Oblast Irkutsk eingegliedert.
- Der Autonome Kreis der Aginer Burjaten wurde am 1. März 2008 mit der Oblast Tschita zur neuen Region Transbaikalien vereinigt.